# 天忍穂別神社

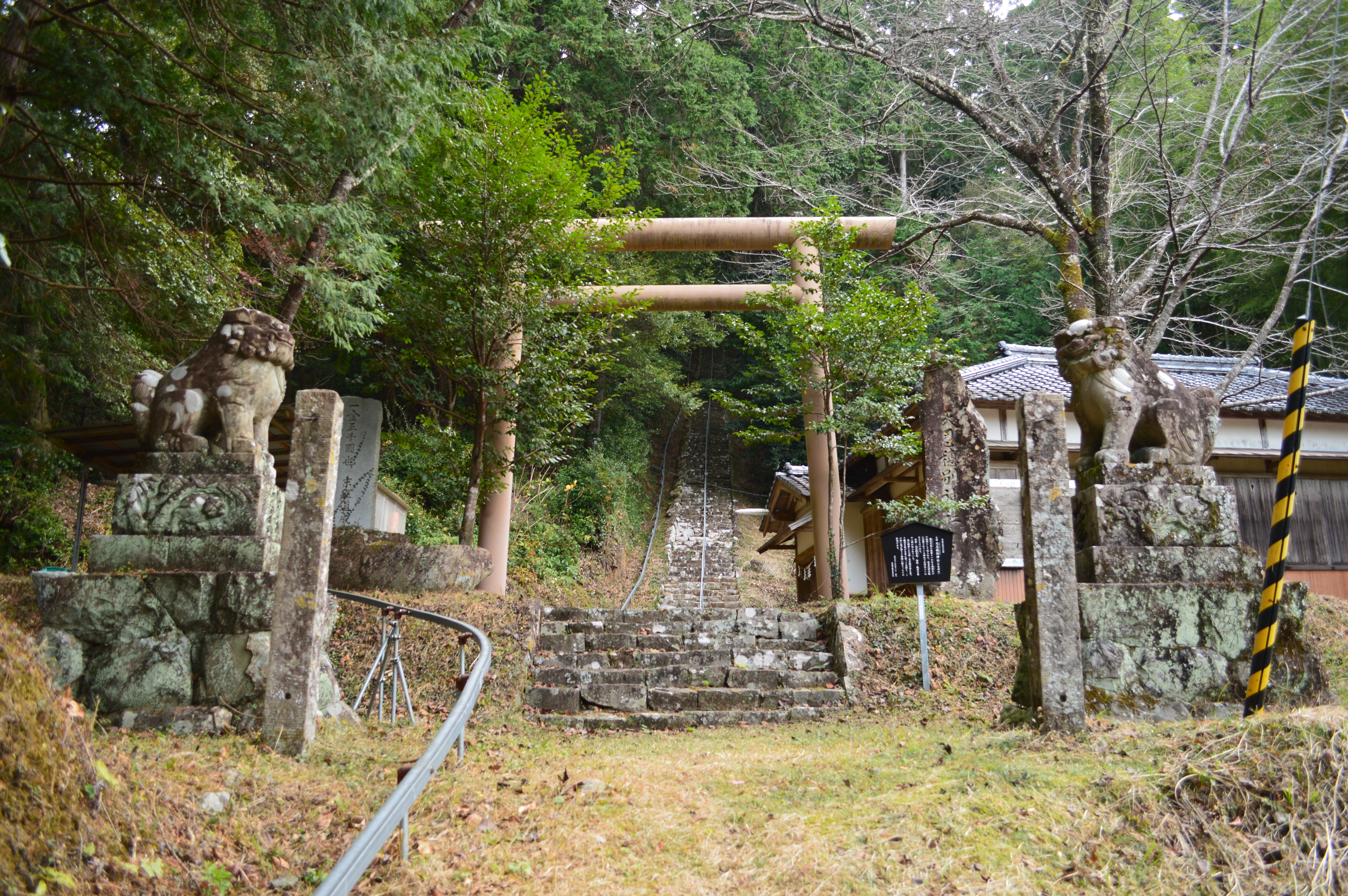
鳥居

天忍穂別神社（あめのおしほわけじんじゃ/あまのおしほわけじんじゃ）は、高知県香南市香我美町山川にある神社。式内社で、旧社格は郷社。

## 祭神
天忍穂耳尊 (あめのおしほみみのみこと) - 主祭神
饒速日命 (にぎはやひのみこと) - 配祀神　天忍穂耳尊 の子。
- 境内神社：棚機神社 棚機津女（たなばたつめ)＝天萬栲幡千々姫(あめのよろずたくはたちぢひめ)=栲幡千千姫命（たくはたちぢひめ）は、天忍穂耳尊の妻。

## 歴史
- 創祀年代は不詳。延喜式完成、927年（延長5年）より前。
- 江戸時代は「御石舟宮」「石船大明神」と称していた。元亨4年(1324)4月15日石船大明神社とある。宝永2年(1705)天忍穗別神社と改称。明治5年県社。饒速日尊の父天忍穂別尊は東川村山川の地に天下つて鎮座し、饒速日尊は父神を慕つて八尺に三尺の天然の石舟に乗つて飛來し相殿に鎮座したという。現在も伝説石舟がある。
- 香南市香我美町山川は、律令体制下『和名類聚抄』承平年間（931年 - 938年）編纂によると、香美郡の大忍郷という記載があり、現在の香我美町全域が大忍郷に包含されていたことが窺われる。（高知県香美郡十万遺跡発掘調査報告書）[1]
- 土佐南学の谷秦山（名は重遠）が書いた秦山集 宝永2年（1705年）には、夜須町の北方約二里佘、東川村の山川とあり、巻十四の土佐国式社考に県社としての調査結果の記載がある。
- 棟札には「御石舟社、正和四年乙卯二月日(1315年) 物部末近」と書かれたものと「御石舟社、天正六年戊寅二月二日（1578年） 檀那物部末延萬介尉、神右衛門尉」と書かれたものが二枚現存。
- 近代社格では明治5年の登録時社格は県社であったが、後に郷社[2]になった。

## 伝承
- 香我美町教育委員会解説看板:昔天照大神のお孫様で饒速日命（ニギハヤヒノミコト）という神様が、石舟に乗り大空を天かり給い、山川のスミガサコの山の峰にお着きになりました。饒速日命は、まず、河内の国のある山にお降りになり、それから大和の国の桃尾山の麓におとどまりになって、やがて父神の天忍穂耳尊（アマノオシホミミノミコト）を慕って、土佐の国へお着きになりました。土佐へ初めてお降りになったのは、物部川下流の上岡山（野市）で、それから富家村に入られ西川村・長谷の小村・峠の船戸・末延の水船・山川の舟谷を経て、今のスミガサコのお社にお着きになったといいます。舞川の地石は、この神様がお休みになった時舞楽をなされた跡で、長谷の小村には烏帽子（えぼし）をかけられたという烏帽子岩があり、今のお社の南の谷はお冠を取られた所でカットリといいます。北の谷は杖谷といい、命（ミコト）がホコを置かれた所。その側の首珠が佐古は、お首飾を置かれた所といわれます。饒速日命がお乗りになった石舟は、境内の裏手にあり、巨大な自然石の舟型をしております。又付近には、船乗り達が献納した小さな石舟がどっさり置かれています。この小さな多くさんの石舟たちが物語る様に、航海の安全を守る舟神様であると共に疱瘡（ほうそう）様の神様としても知られております。桂井和雄「土佐伝説」より

## 境内

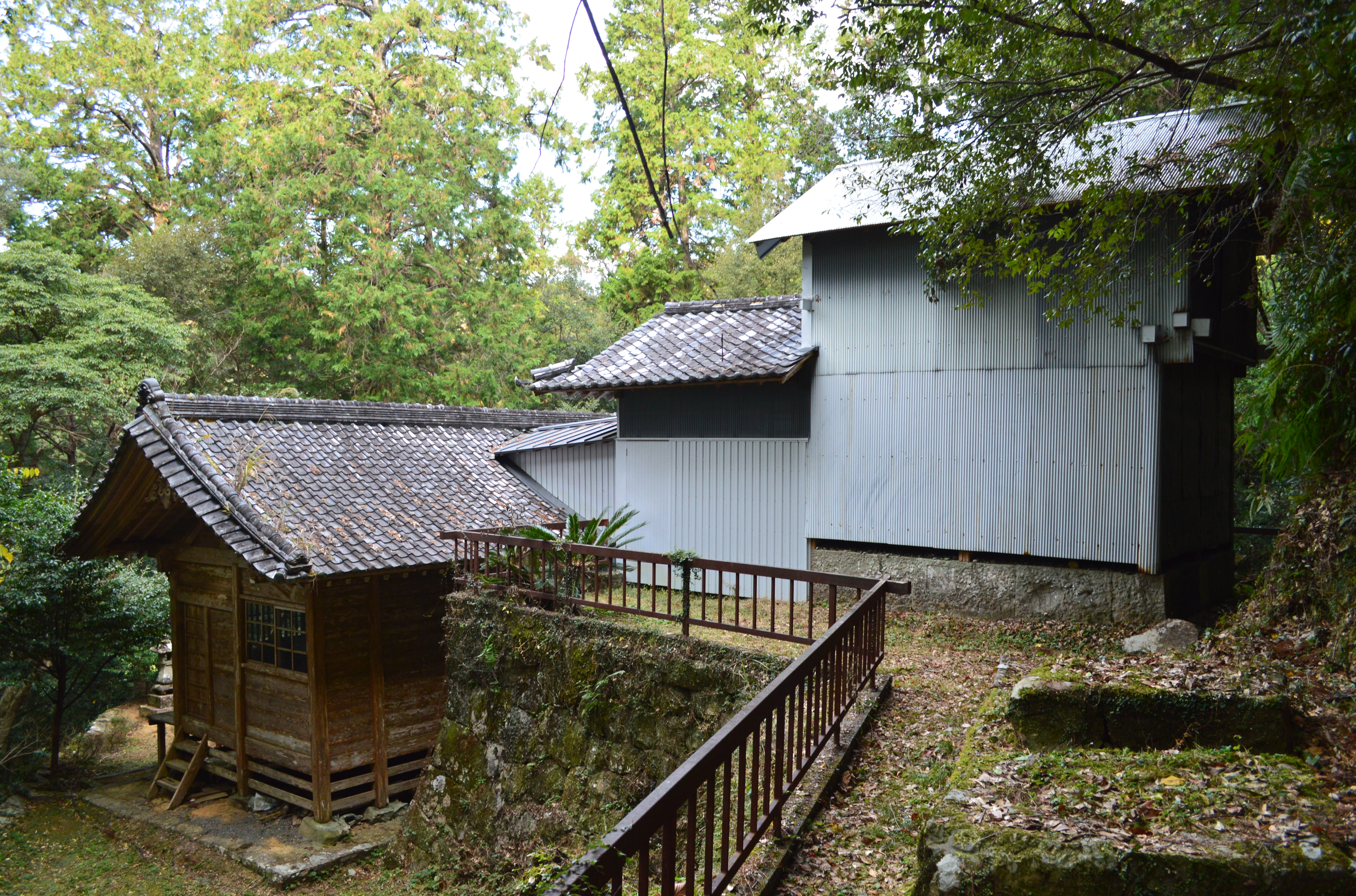
社殿
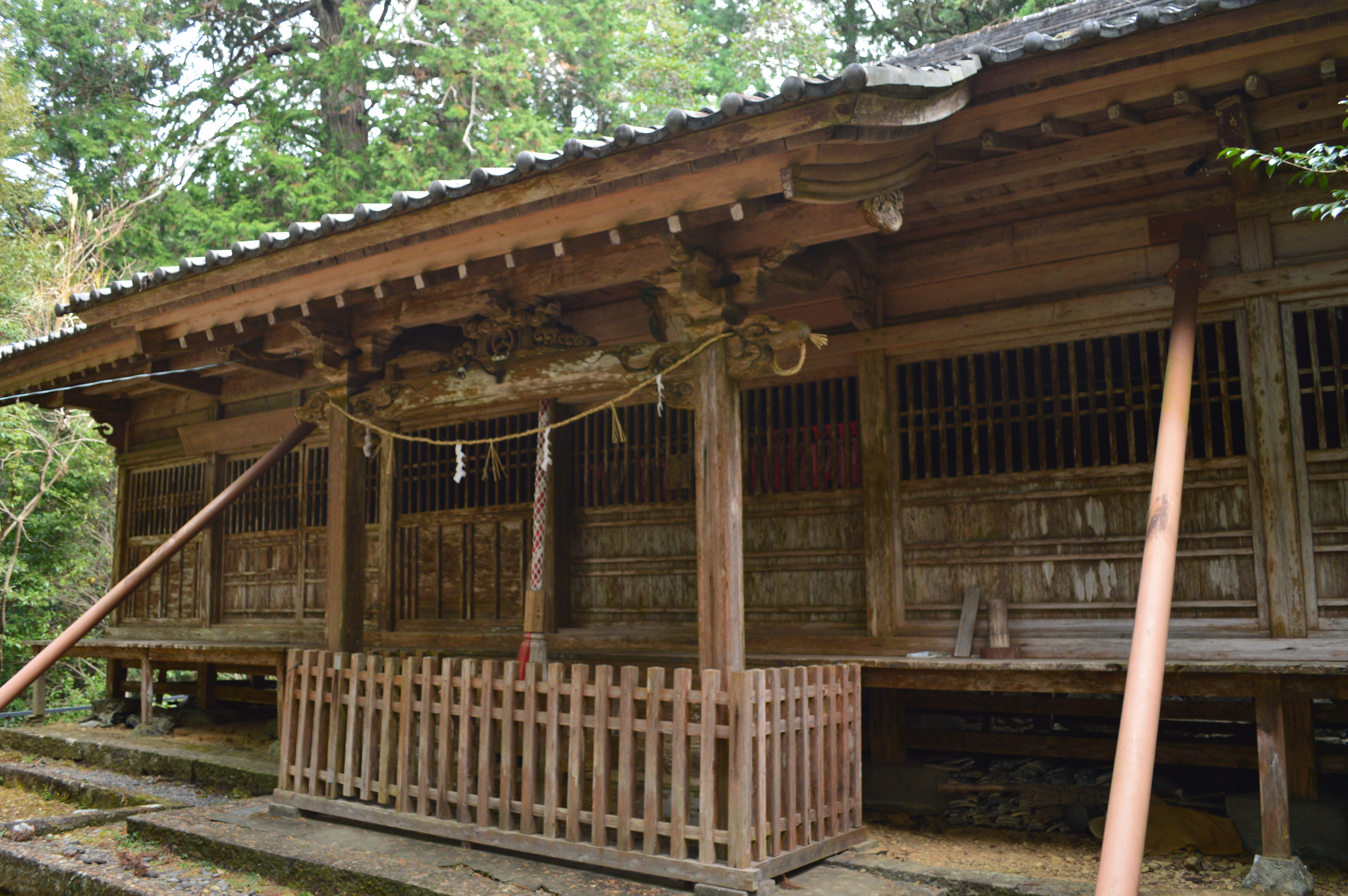
拝殿
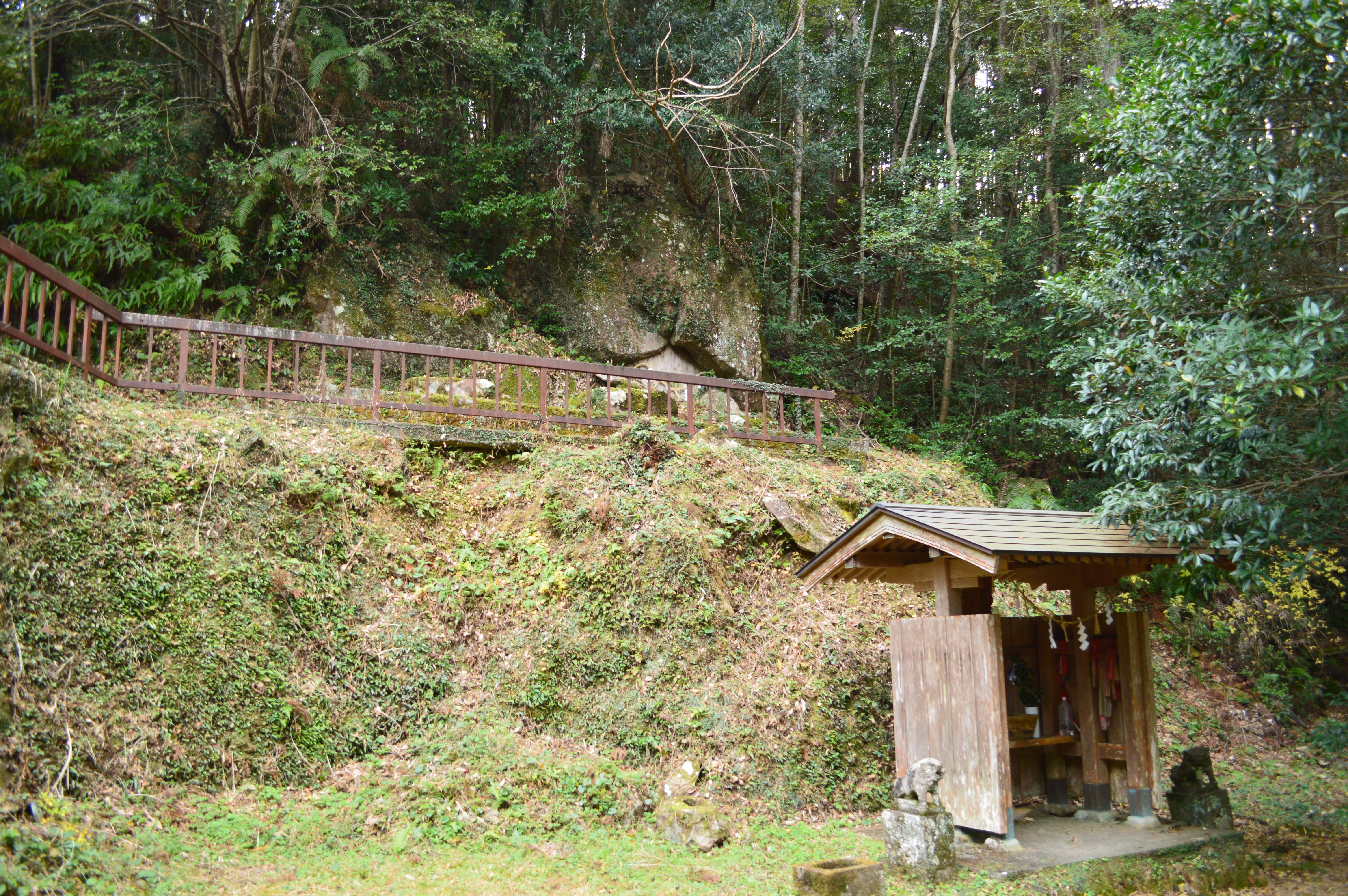
境内棚機神社
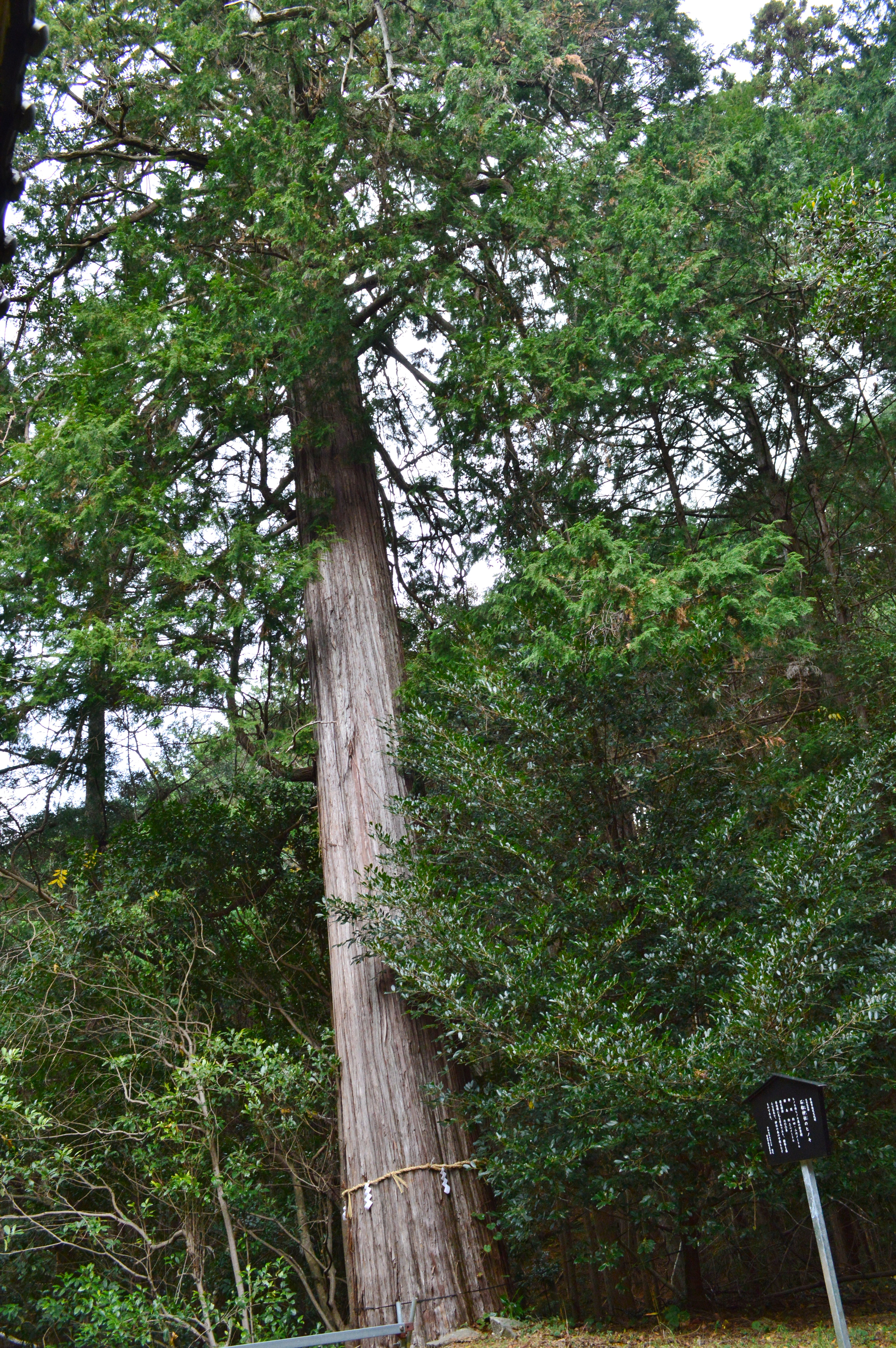
ヒノキ（香南市指定天然記念物）
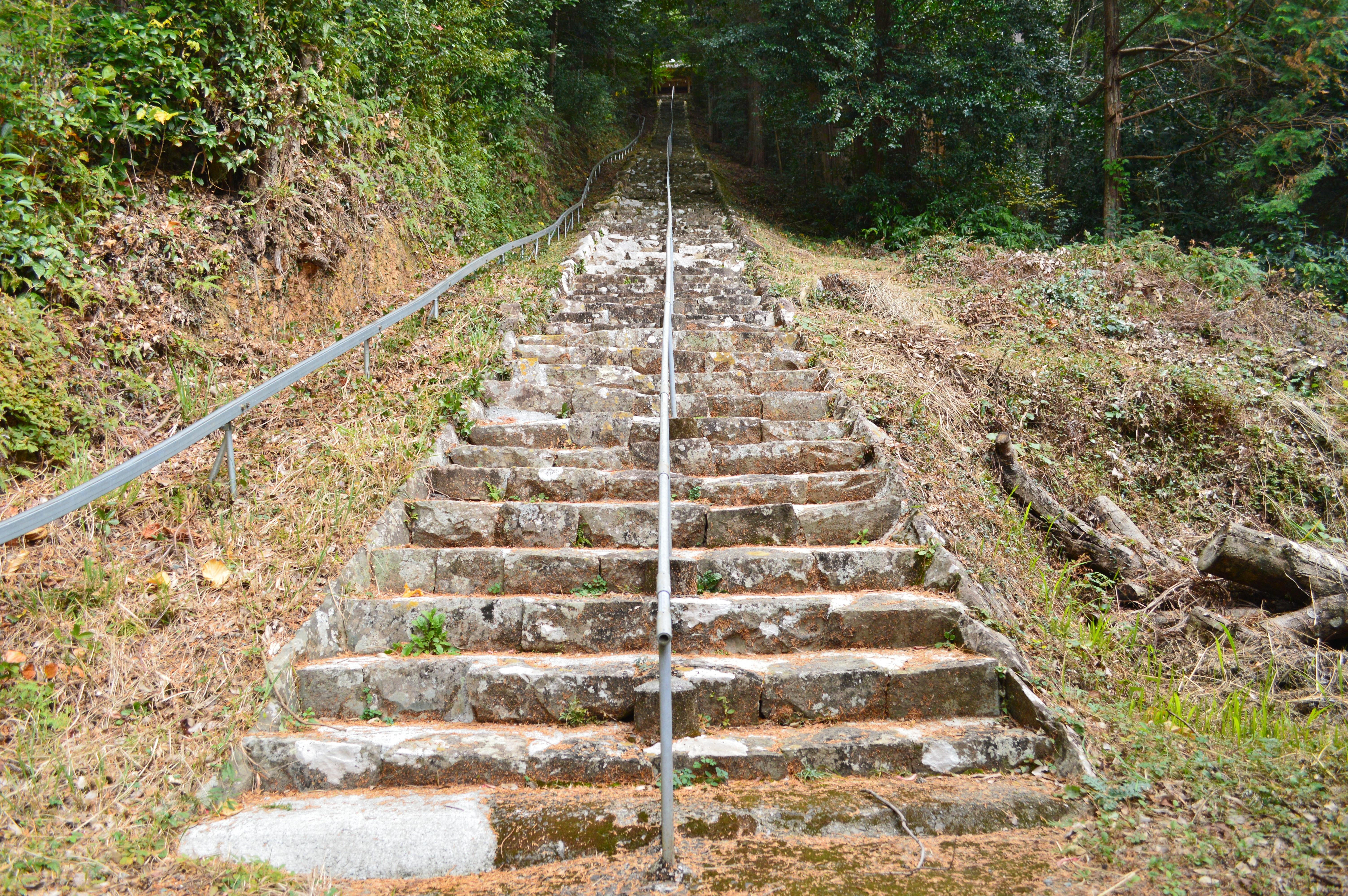
参道の階段

## 神事
- 11月15日に秋祭り

## 文化財
- 史跡
  - 天忍穂別神社（石舟神社） - 1978年（昭和53年）4月1日指定。
- 天然記念物
  - 石船神社のヒノキ - 2019年（令和元年）7月3日指定。

## その他
- 饒速日命は那賀須泥毘古の妹の登美夜須毘売（『日本書紀』では三炊屋媛という）を妻とし、間に宇摩志麻遅命をもうけた。宇摩志麻遅命は、物部連、穂積臣、采女臣の祖としている。当神社近隣地域には物部川とこれら夜須と宇摩志の発音が類似する夜須町と馬路村がありる。
- 饒速日命がお乗りになったと伝わる石舟が境内の裏手にあり巨大な自然石の舟型をしている。また付近には船乗り達が献納した小さな石舟石が散乱している。